# Список нагород і номінацій Metallica
Нижче наведено список нагород і номінацій американського метал-гурту Metallica. 

## Номінації та нагороди

### Ґреммі
Metallica отримала 10 нагород із 27 номінацій
| Рік  | Альбом/сингл                 | Нагорода                                                                 | Результат | Виноски |
| ---- | ---------------------------- | ------------------------------------------------------------------------ | --------- | ------- |
| 1989 | ...And Justice for All       | За найкращий виступ у стилі гард-рок/метал, вокальне або інструментальне | Номінація | [ 2 ]   |
| 1990 | One                          | За найкраще метал виконання                                              | Перемога  | [ 3 ]   |
| 1991 | Stone Cold Crazy             | За найкраще метал виконання                                              | Перемога  | [ 4 ]   |
| 1992 | Metallica                    | За найкраще метал виконання                                              | Перемога  | [ 5 ]   |
| 1992 | Enter Sandman                | За найкращу рок-пісню                                                    | Номінація | [ 5 ]   |
| 1996 | For Whom the Bell Tolls      | За найкраще метал виконання                                              | Номінація | [ 6 ]   |
| 1999 | Better than You              | За найкраще метал виконання                                              | Перемога  | [ 7 ]   |
| 1999 | Fuel                         | За найкраще виконання в стилі гард-рок                                   | Номінація | [ 7 ]   |
| 2000 | Whiskey in the Jar           | За найкраще виконання в стилі гард-рок                                   | Перемога  | [ 8 ]   |
| 2001 | The Call of Ktulu            | За найкраще інструментальне рок-виконання                                | Перемога  | [ 9 ]   |
| 2004 | St.Anger                     | За найкраще метал-виконання                                              | Перемога  | [ 10 ]  |
| 2005 | Some Kind of Monster         | За найкраще виконання гард-року                                          | Номінація | [ 11 ]  |
| 2008 | The Ecstasy of Gold          | За найкраще інструментальне рок-виконання                                | Номінація | [ 12 ]  |
| 2009 | Death Magnetic               | За найкращий рок-альбом                                                  | Номінація | [ 13 ]  |
| 2009 | Death Magnetic               | За найкраще оформлення запису                                            | Перемога  | [ 13 ]  |
| 2009 | My Apocalypse                | За найкраще метал-виконання                                              | Перемога  | [ 13 ]  |
| 2009 | Suicide & Redemption         | За найкраще інструментальне рок-виконання                                | Номінація | [ 13 ]  |
| 2010 | The Unforgiven III           | За найкраще виконання в стилі гард-рок                                   | Номінація | [ 14 ]  |
| 2014 | Metallica: Through the Never | За найкраще оформлення запису                                            | Номінація | [ 15 ]  |
| 2015 | Metallica: Крізь неможливе   | За найкраще музичне кіно                                                 | Номінація | [ 16 ]  |
| 2017 | Hardwired                    | За найкращу рок-пісню                                                    | Номінація | [ 17 ]  |
| 2018 | Hardwired...To Self-Destruct | За найкращий рок-альбом                                                  | Номінація | [ 18 ]  |
| 2018 | Atlas, Rise!                 | За найкращу рок-пісню                                                    | Номінація | [ 18 ]  |
| 2024 | 72 Seasons                   | За найкращий рок-альбом                                                  | Номінація | [ 19 ]  |
| 2024 | Lux Æterna                   | За найкраще виконання в стилі року                                       | Номінація | [ 19 ]  |
| 2024 | 72 seasons                   | За найкраще виконання в стилі металу                                     | Перемога  | [ 19 ]  |
| 2025 | Screaming Suicide            | За найкраще метал виконання                                              | Номінація | [ 20 ]  |

### MTV Video Music Awards
Metallica отримала 2 нагороди з 12 номінацій
| Рік  | Альбом/сингл      | Нагорода                              | Результат | Виноски |
| ---- | ----------------- | ------------------------------------- | --------- | ------- |
| 1989 | One               | За найкраще хеві-метал відео          | Номінація | [ 21 ]  |
| 1992 | Enter Sandman     | За найкраще хеві-метал/гард-рок відео | Перемога  | [ 21 ]  |
| 1992 | Enter Sandman     | За найкращий монтаж                   | Номінація | [ 22 ]  |
| 1992 | Enter Sandman     | За найкращу операторську роботу       | Номінація | [ 23 ]  |
| 1996 | Until it Sleeps   | За найкраще гард-рок відео            | Перемога  | [ 21 ]  |
| 1996 | Until it Sleeps   | Вибір глядача                         | Номінація | [ 24 ]  |
| 1998 | The Unforgiven II | За найкраще рок-відео                 | Номінація | [ 21 ]  |
| 2000 | I Disappear       | За найкраще рок-відео                 | Номінація | [ 21 ]  |
| 2000 | I Disappear       | За найкраще відео з фільму            | Номінація | [ 25 ]  |
| 2000 | I Disappear       | За найкращі візуальні ефекти          | Номінація | [ 26 ]  |
| 2000 | I Disappear       | За найкращий монтаж                   | Номінація | [ 22 ]  |
| 2000 | I Disappear       | За найкращу операторську роботу       | Номінація | [ 23 ]  |
| 2003 | St. Anger         | За найкраще рок-відео                 | Номінація | [ 21 ]  |
| 2023 | Lux Æterna        | За найкраще рок-відео                 | Номінація | [ 21 ]  |